# San Felice Circeo
San Felice Circeo es una localidad italiana de la provincia de Latina, región de Lazio, con 8.409 habitantes. está hermanada con Gibraleón (Huelva) España desde octubre del año 2000.

## Evolución demográfica
| Gráfica de evolución demográfica de San Felice Circeo entre 1861 y 2011 |
|                                                                         |
| Fuente ISTAT - elaboración gráfica de Wikipedia                         |